# Estadio Ukraina
El estadio Ukraina (en ucraniano: стадіон Україна), o Ukrayina, es un estadio multiusos de Leópolis, Ucrania. En la actualidad se utiliza sobre todo para partidos de fútbol y fue el campo del FC Karpaty Lviv. "Ukraina" es también un estadio alternativo para el equipo de fútbol nacional de Ucrania donde jugó varios de sus partidos de clasificación para varios torneos de la UEFA y la FIFA. El estadio está situado en el centro de la ciudad, en el Parque Snopkiv, una zona de notable interés arquitectónico.

## Historia
El estadio fue construido en tres años por el método de ejecución de obras públicas (construcción colectiva), lo que significa que cada gran empresa de la ciudad fue responsable de la construcción de su propia parte del, entonces, futuro estadio. La construcción fue dirigida por el tercer secretario de la Comisión Comunista de Leópolis, Vasyl Mazur, quien también participó en la construcción. Los arquitectos fueron Yaroslav Nazarkevych, Larysa Skoryk, Yaroslav Porokhnavets y Volodymyr Blyusyuk.

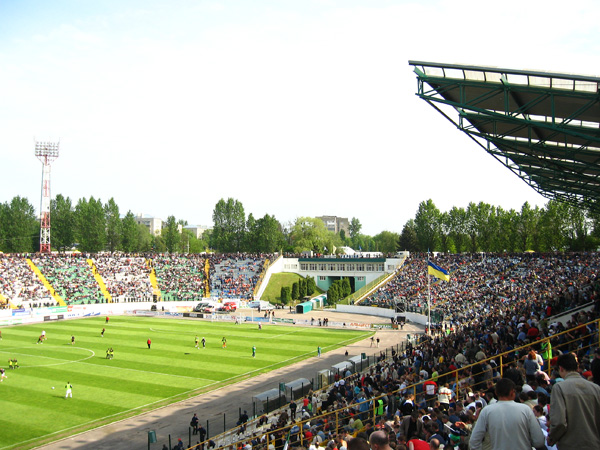
Imagen del estadio en un partido del Karpaty en 2007.

El partido que significó el debut oficial tuvo lugar el 18 de agosto de 1963, cuando el club local del Karpaty Lviv jugó contra el Zalgiris Vilnius. En el minuto 86 Ivan Dykovets no pudo convertir un penalti y el partido terminó en la derrota por el equipo de casa, 0:1.
En sus primeros años, el estadio conocido como Druzhba, tenía capacidad para 41 700 espectadores sentados. Los partidos que disfrutaron de una mayor asistencia fueron un partido amistoso contra el Palmeiras de Brasil el 26 de mayo de 1970 (con alrededor de 50 000 espectadores) y un partido ante el Dinamo de Kiev el 27 de junio de 1971 como parte de la temporada 1971 de la Soviet Top Liga (51 000 espectadores).
En 1990, por iniciativa del presidente del Karpaty Lviv, Karlo Miklyosh (exmiembro de Ukraina Lwów), el nombre del estadio fue cambiado a "Ukraina". En 1999 el estadio fue renovado en preparación a la participación del Karpaty en la Copa de la UEFA 1999-00, tras lo cual se redujo la capacidad del estadio a 28.051 espectadores sentados. En 2007, un nuevo terreno de césped se instaló en el estadio. El Ukraina también tiene cuatro torres de iluminación artificial con una potencia de iluminación de 1.200 lux.
Durante la época soviética, el estadio fue llamado Druzhba, que significa "amistad" (en ruso: дружба).
Desde diciembre de 2011, el FC Karpaty Lviv se trasladó al recién inaugurado Arena Lviv —estadio construido para la Eurocopa 2012— y el estadio Ukraina pasó a ser utilizado por otro de los clubes de la ciudad, el FC Lviv.